# Попівська хартія
Попівська хартія (нім. Pfaffenbrief) — договір від 7 жовтня 1370 року між шістьма кантонами Старої швейцарської конфедерації: Цюрихом, Люцерном, Цугом, Урі, Швіцом та Унтервальденом (без участі Берну й Гларусу). У цьому документі вони вперше виступили як єдина територіальна спільнота, вживши самоназву «unser Eydgnossschaft». Відповідно до Попівської хартії, конфедерати взяли на себе владу над духовенством, підпорядкувавши священників своїм світським законам. Окрім того, договір забороняв усі усобиці, а сторони зобов'язалися підтримувати мир на шляху від Цюриха до перевалу Святого Готтарда.
Безпосредньою причиною укладення договору став інцидент 13 вересня 1370 року, коли пробст цюрихського собору Гроссмюнстер Бруно Брун напав на люцернського бургомістра Петра фон Гундольдінгена, ув'язнив його й відмовився визнавати юрисдикцію світського суду. Згодом Бруна вислали з Цюриха, а Гундольдінгена звільнили. Попівську хартію було укладено, бо Конфедерація побоювалася, що Бруно, служачи Габсбургам, може оскаржити рішення у суді Священної Римської імперії або в церковному трибуналі, й хотіла запобігти подібним суперечкам у майбутньому.